# Cổ Loa (xã)
Cổ Loa là một xã thuộc huyện Đông Anh, thành phố Hà Nội, Việt Nam.

## Địa lý
Xã Cổ Loa nằm ở phía nam huyện Đông Anh, có vị trí địa lý:
- Phía đông giáp xã Dục Tú
- Phía tây giáp xã Xuân Canh và xã Vĩnh Ngọc
- Phía nam giáp xã Mai Lâm và xã Đông Hội
- Phía bắc giáp xã Uy Nỗ và xã Việt Hùng.

Xã Cổ Loa có diện tích 8,42 km², dân số năm 2022 là 20.583 người, mật độ dân số đạt 2.444 người/km².

## Hành chính
Xã Cổ Loa được chia thành 15 thôn: Thượng, Hương, Vang, Chùa, Chợ. Mít, Phố Chợ, Nhồi Trên, Nhồi Dưới, Lan Trì, Gà, Dõng, Cầu Cả, Mạch Tràng, Sằn - Xưởng Phim.

## Lịch sử
Đầu thế kỷ thứ XIX, Cổ Loa là một làng và cũng là một xã lớn thuộc tổng Cổ Loa, huyện Đông Ngàn, phủ Từ Sơn, trấn Kinh Bắc.
Tháng 10 năm 1876, tổng Cổ Loa được tách khỏi huyện Đông Ngàn, trực thuộc huyện Đông Anh mới được thành lập.
Ngày 6 tháng 10 năm 1901, huyện Đông Anh được đưa về tỉnh Phù Lỗ mới thành lập (từ tháng 2 năm 1904, tỉnh Phù Lỗ đổi tên thành tỉnh Phúc Yên).
Sau Cách mạng Tháng Tám năm 1945, làng Cổ Loa hợp nhất với các làng bên thành xã Thục Vương thuộc huyện Đông Anh, tỉnh Phúc Yên.
Năm 1949, xã Thục Vương được hợp nhất với xã Đạt Tam thành xã Hồng Lạc, sau đó lại đổi thành xã Độc Lập.
Từ năm 1950, xã Cổ Loa thuộc tỉnh Vĩnh Phúc.
Sau Cải cách ruộng đất, xã Độc Lập được chia thành hai xã, trong đó có xã Quyết Tâm gồm các thôn: Cổ Loa, Cầu Cả, Mạch Tràng, Thư Cưu, Sàn Giã và Đài Bi.
Ngày 20 tháng 4 năm 1961, Quốc hội ban hành Nghị quyết về việc sáp nhập xã Quyết Tâm, huyện Đông Anh, tỉnh Vĩnh Phúc vào thành phố Hà Nội quản lý.
Năm 1965, xã Quyết Tâm được đổi tên thành Cổ Loa.
Ngày 11 tháng 3 năm 1974, Thủ tướng Chính phủ ban hành Quyết định số 23-BT về việc sáp nhập thôn Đài Bi của xã Cổ Loa vào xã Uy Nỗ.

## Văn hóa

### Làng Cổ Loa
Làng Cổ Loa xưa là một làng lớn, năm 1926 có 2.698 người, sinh sống tại 12 xóm trong ba vòng thành cổ.
Cổ Loa có đền thờ An Dương Vương, am Mỵ Châu (hay am Bà Chúa).
Hội làng Cổ Loa (ngày mồng sáu tháng Giêng) là một hội lớn, có 8 xã trong vùng là Cổ Loa, Mạch Tràng, Sàn Giã, Thư Cưu, Cầu Cả (đều thuộc xã Cổ Loa ngày nay), Văn Thượng, Vạn Lộc (xã Xuân Canh), Đài Bi (xã Uy Nỗ) cùng tham gia.
Cổ Loa có sông Hoàng Giang (còn gọi là sông Thiếp), vốn là một nhánh của sông Ngũ Huyện Khê chảy qua; có Quốc lộ số 3 Hà Nội - Thái Nguyên, nên rất thuận tiện về giao lưu thủy bộ.
Cổ Loa xưa có nông nghiệp trồng lúa trong những cánh đồng thấp trũng kết hợp trồng các loại hoa màu trên các dải đất cao. Nghề thủ công có làm bún, rèn. Làng có chợ Sa, nổi tiếng là chợ lớn ở Kinh Bắc.